# Karl Christian Kanis Gretschel
Karl Christian Kanis Gretschel, auch Carl Christian Carus Gretschel (* 9. April 1803 in Leipzig; † 14. März 1848 ebenda) war ein deutscher Jurist und Historiker.

## Leben
Der Sohn eines vermögenden Eisenhändlers verlor mit 11 Jahren seine Eltern. Seitdem wohnte er bei einer Tante und besuchte das Gymnasium in Bautzen. Am 6. April 1820 wurde er an der Universität Leipzig immatrikuliert und begann ein Studium der Rechtswissenschaften. Dem Theater zugeneigt, brach er sein Studium ab, um Schauspieler zu werden, kam dann jedoch zu dem Entschluss, doch eine wissenschaftliche Laufbahn einzuschlagen. Ab 1822 setzte er das Jurastudium an der Georg-August-Universität Göttingen fort und wurde in Leipzig am 4. März 1824 zum Doktor der Philosophie promoviert. Danach arbeitete er als Aktuarius in Hainichen und habilitierte sich am 11. Dezember 1828 an der Universität Leipzig zum Doktor der Rechte. An der Universität hielt Gretschel rechtswissenschaftliche Vorlesungen.
1830 begann er seine Tätigkeit in der Redaktion der Leipziger Zeitung. Nach Übernahme der Zeitung durch die Regierung wurde er Zweiter Redakteur. Seit 1833 hatte er auch die Redaktion der Dresdner Landtagsmitteilungen inne und führte von 1838 bis 1845 die Redaktion des Leipziger Tageblattes. Nachdem 1846 Friedrich Christian August Hasse als Erster Redakteur der Leipziger Zeitung zurückgetreten war, wurde Gretschel mit der alleinigen Redaktion beauftragt.
Als Historiker verfasste Gretschel eine Reihe stadtgeschichtlicher Werke über Leipzig. Seine Geschichte des Sächsischen Volkes, die in drei Bänden erscheinen sollte, ist unvollendet geblieben, nur der erste Band kam 1843 heraus.
Gretschel wurde am 30. November 1830 Mitglied der Leipziger Freimaurerloge Balduin zur Linde. Nachdem er am 27. November 1838 zum Gesellen und am 22. Januar 1839 zum Meister befördert wurde, war er von 1840 bis 1841 Erster Aufseher der Loge. 1842 wurde er zum Meister vom Stuhl gewählt, was er bis zu seinem Tod blieb. Als Meister vom Stuhl regte er eine Übersetzung des Halliwell-Manuskripts durch seinen Logenbruder Hermann Marggraff an. Zu dieser Veröffentlichung verfasste Gretschel eine historische Einleitung.
Karl Christian Kanis Gretschel heiratete 1828 Julie geb. Müller. Ihr gemeinsamer Sohn Carl Julius Carus (* 1829) wurde am 11. April 1856 an der Universität Leipzig für das Fach Medizin immatrikuliert.

## Werke (Auswahl)
- Ad Edictum Athalarici Regis Ostrogothorum apud Cassiodorum Variar. (1828)
- Die Universität Leipzig in der Vergangenheit und Gegenwart. (1830)
- Beiträge zur Geschichte Leipzigs. (1835)
- Der Friedhof bei St. Johannis. (1836)
- Leipzig und seine Umgebungen. (1836)
- Kirchliche Zustände Leipzigs vor und während der Reformation im Jahre 1539. (1839)
- Geschichte des Sächsischen Volkes und Staates. (Band 1, 1843; Band 2, 1847)